# عضلة إسكية كهفية
العضلة الإسكية الكهفية (بالإنجليزية: Ischiocavernosus muscle)‏ هي عضلةٌ توجد مباشرةً أسفل سطح العجان، وهي موجودةً في كلا الجنسين.

## معرض صور

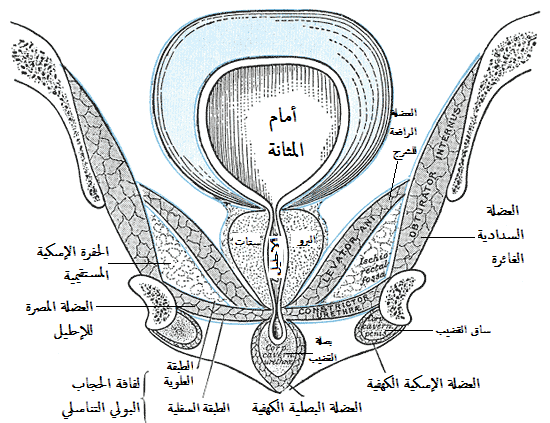
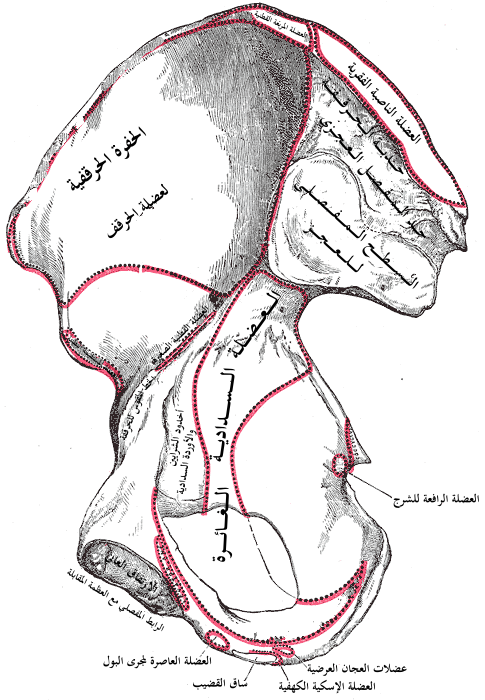
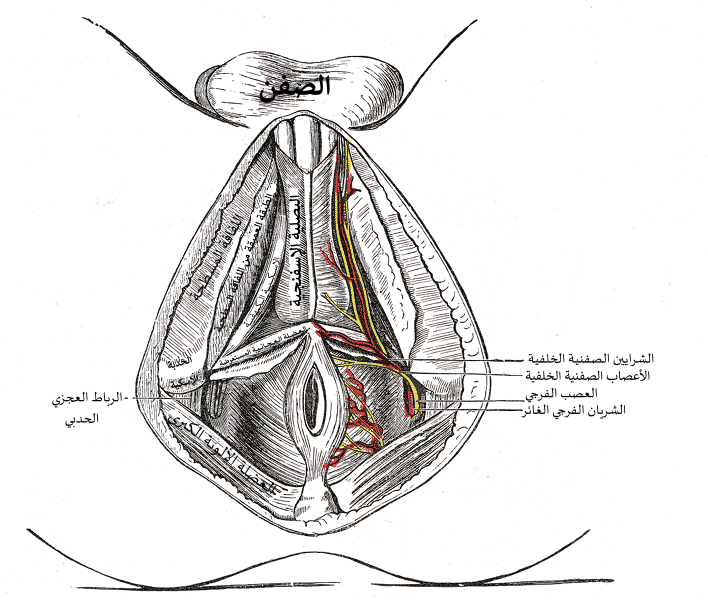

## روابط خارجية
- صور تشريحية:41:11-0101 في مركز داونستيت الطبي التابع لجامعة نيويورك - "The Female Perineum: Muscles of the Superficial Perineal Pouch"
- شكل تشريحي: 41:05-01 على موقع مركز سوني دونستات الطبي (تشريح بشري عبر الإنترنت). - "Muscles of the female superficial perineal pouch."
- شكل تشريحي: 42:04-01 على موقع مركز سوني دونستات الطبي (تشريح بشري عبر الإنترنت). - "Muscles of the male superficial perineal pouch. "